# 接続円錐曲線法
接続円錐曲線法（せつぞくえんすいきょくせんほう、英: patched conic approximation, patched two-body approximation）、またはパッチドコニックス法とは、多体環境にいる宇宙機の軌道計算を簡略化するための方法である。

## 方法
n個の天体（たとえば、太陽・惑星・衛星）の各々に影響圏（英: sphere of influence, SOI）を割り当て、空間をさまざまな部分に分割することで行われる。宇宙機がより小さい天体の影響圏内にいる場合は、宇宙機とその天体との間の重力のみが考慮され、そうでない場合は宇宙機とより大きな天体との間の重力が考慮される。これにより、複雑な多体問題は複数の二体問題に分割され、その解はよく知られたケプラー軌道の円錐曲線になる。宇宙機が惑星間航行を行う際の軌道のよい近似が得られるが、十分に正確な近似を得られない場合もある。特に、ラグランジュ点をモデル化していない点に留意すべきである。

## 例
たとえば、地球から火星へ移動する場合、地球の重力井戸からの脱出には双曲線軌道が必要となり、地球の影響圏から火星の影響圏への移動には、太陽の影響圏内で楕円軌道、または双曲線軌道が必要となる。これらの円錐曲線をつなぎ合わせる（各々の位置と速度ベクトルを合わせる）ことで、そのミッションの適切な軌道が求まる。